# Gleditsia texana
Gleditsia texana är en ärtväxtart som beskrevs av Charles Sprague Sargent. Gleditsia texana ingår i släktet Gleditsia och familjen ärtväxter. Inga underarter finns listade i Catalogue of Life.

## Bildgalleri

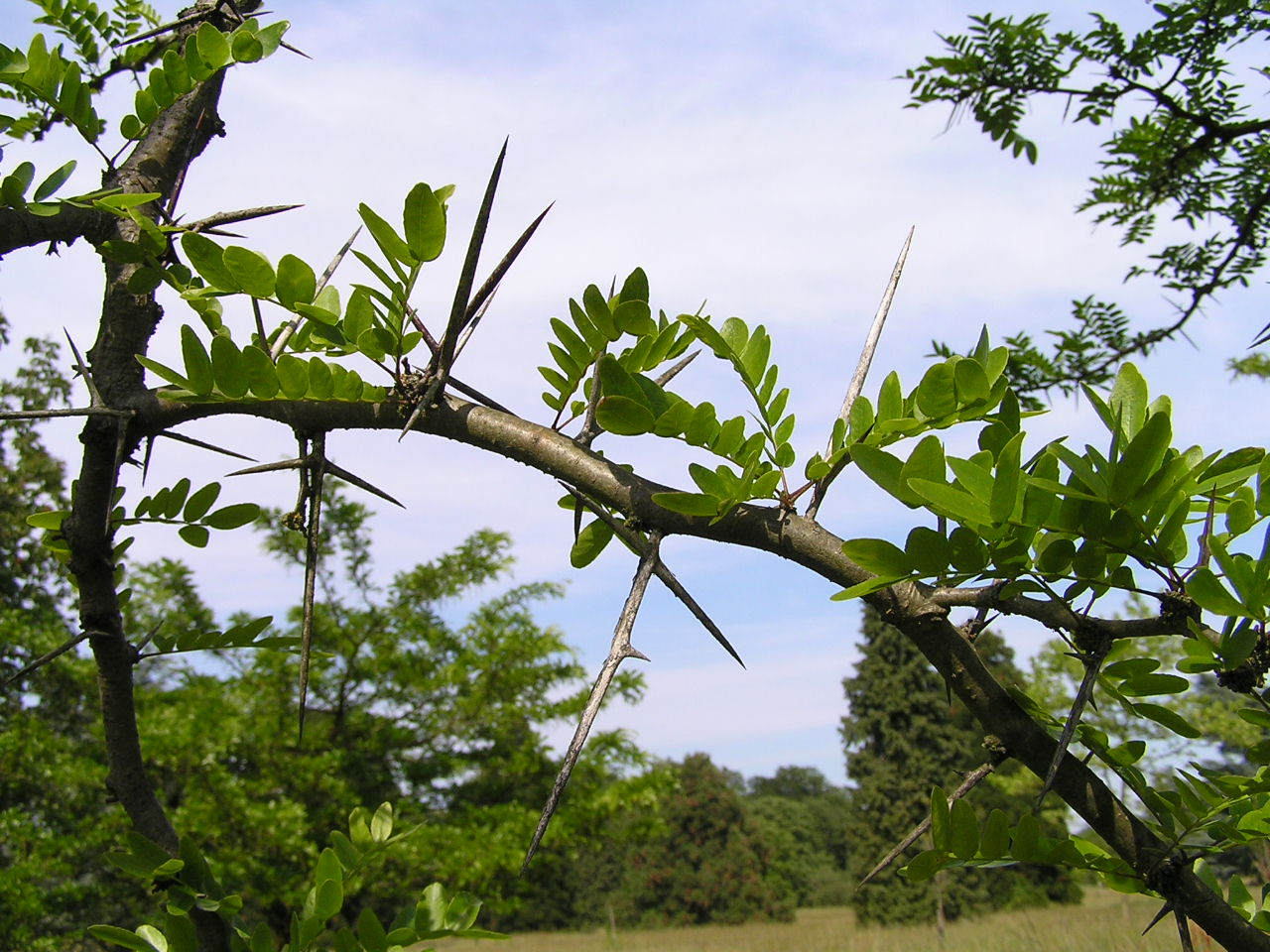
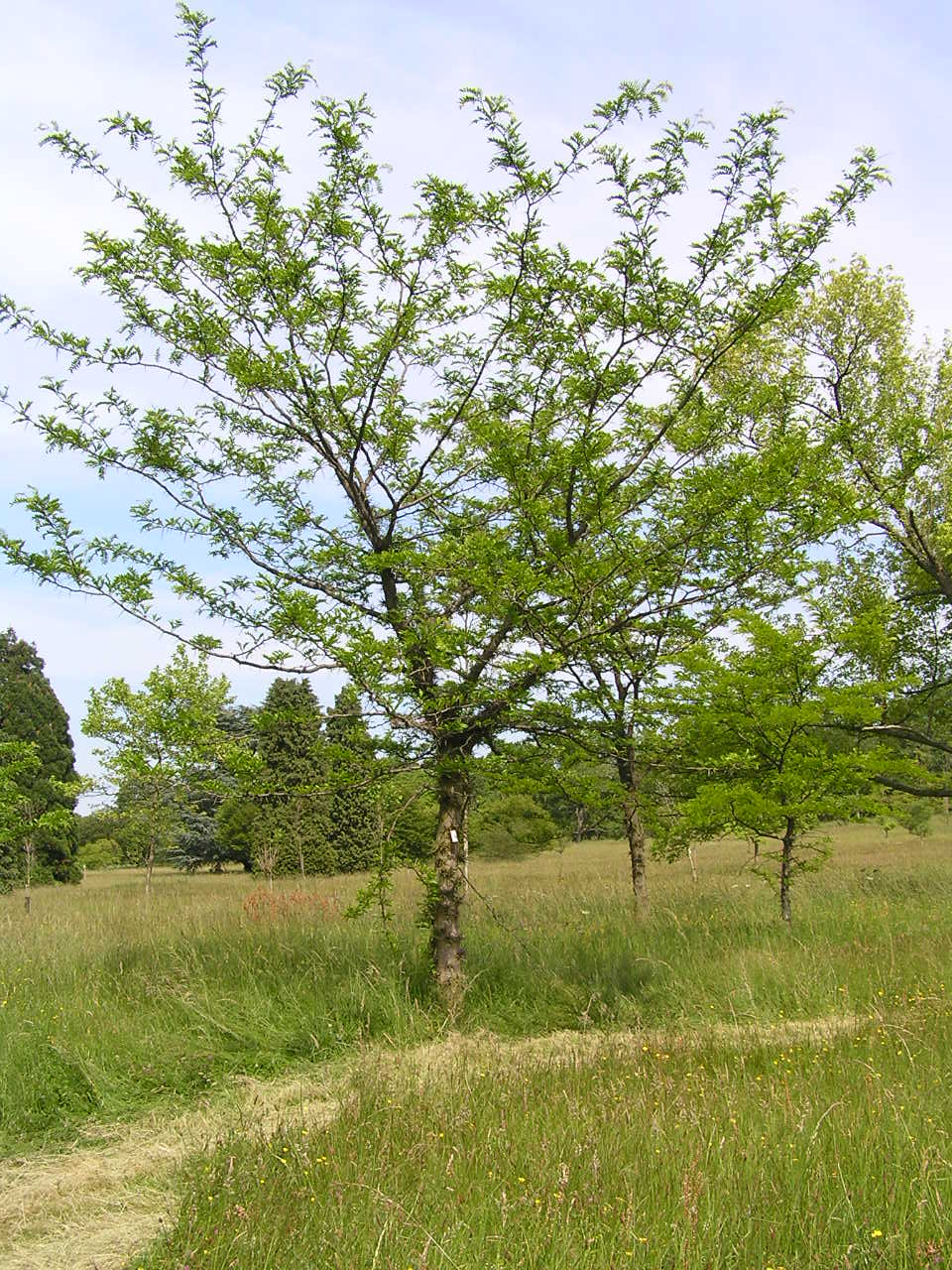